# Гауслайтен
Гауслайтен (нім. Hausleiten) — торгове містечко з 3841 жителем (станом на 1 січня 2023) в окрузі Корнойбург в Нижній Австрії.

## Географія
Хаусляйтен розташований на південно-західній частині округу Корнойбург, між містами Штокерау і Тульн. Розташована на південному заході Вайнфіртеля, церква Св. Агати auf dem Wagram знаходиться на престолі, видимому здалеку, над Тульнерфельд. Ваграм, колишній північний крутий берег Урдонау, який був приблизно 30 м, що падає в бік Дунайської рівнини, є яскравою сходинкою рельєфу. Його ґрунтові умови та південна експозиція добре підходять для посадки виноградників. Картопля, цибуля та багато видів зерна процвітають на висотах Ваграму. На півдні розкинулась широка рівнина Тульнської улоговини, спочатку родючими полями, потім заплавою. Ця заплава незаймана рослинністю та багатим тваринним світом, в якому розташовані кадастрові громади Гаусляйтнера Перцендорф, Шміда та Зайна, колись перетинають численні рукави та затони Дунаю. Знову й знову Дунай становив велику небезпеку для тварин і людей, а повені завдавали великої шкоди. Правила (нещодавно будівництво електростанції Грайфенштейн) забезпечили засіб, але принесли далекосяжні зміни. Площа торгового містечка займає 61,03 квадратних кілометрів. Вкрито лісом 14,26 відсотка території.

## Історія

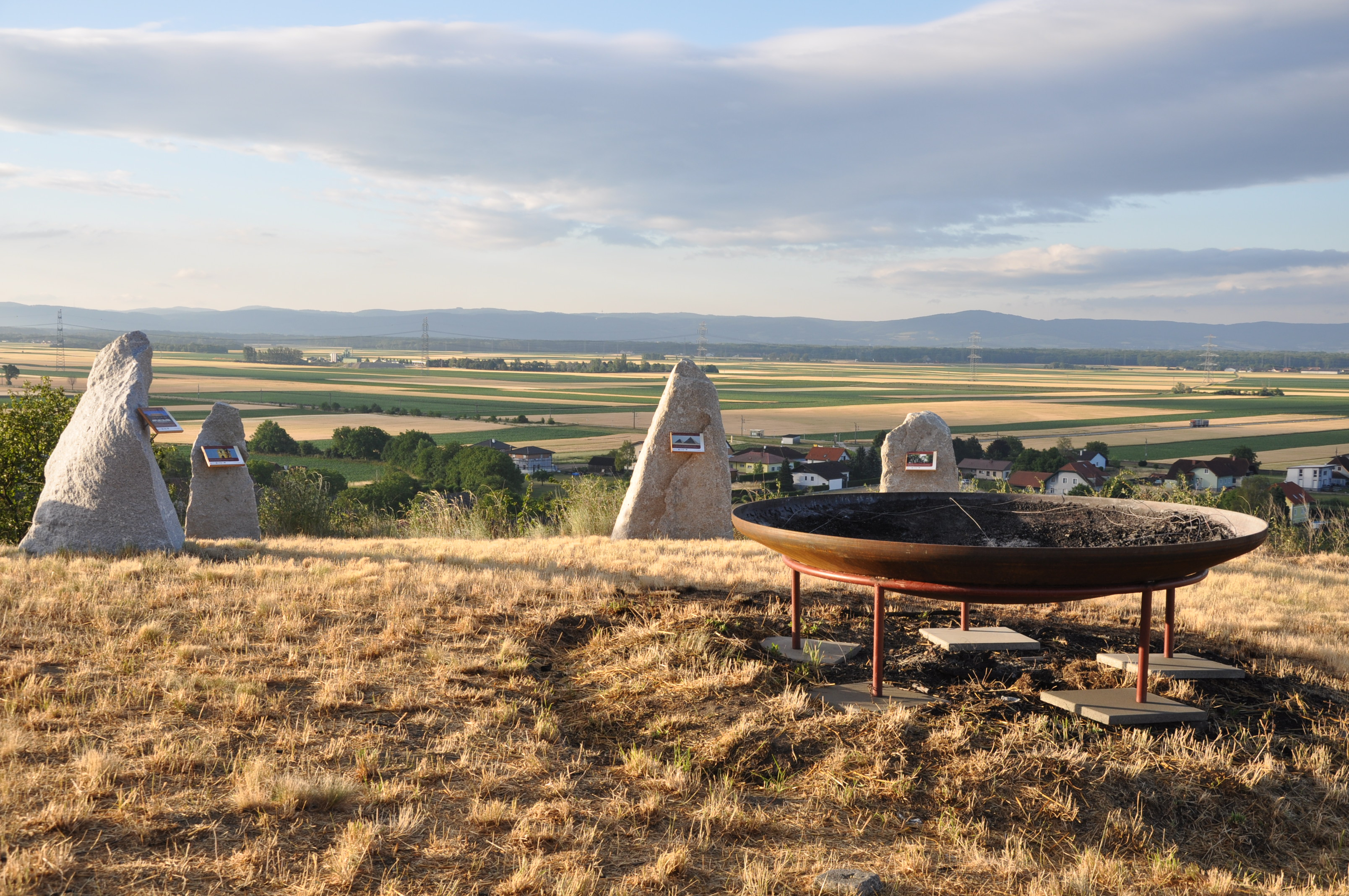
Лееберг (Петтендорф)

Територія навколо Ваграма була заселена ще в доісторичні часи. Це підтверджують знахідки в місцях уздовж Ваграму, напр. B. в Еггендорфі, Петтендорфі, Гайсруку, Цісерсдорфі, а також у Хаусляйтені, де під час Другої світової війни, коли в Марієнбрюндлі було викопано осколковий рів, були знайдені залишки поселень гальштатського періоду. Відносно густа мережа поселень була помітна вздовж Ваграму вже наприкінці кам’яного віку.
Приблизно з 90 р. н приблизно до 490 року нашої ери. Дунай утворював кордон із римською провінцією Норик. На північ від Дунаю в районі поселення маркоманів територія утворювала своєрідну нічийну землю аж до Ваграму, де були окремі римські вартові. У ході переселення народів територія потрапила під владу Великої Моравської імперії, до якої належала значна частина Вайнфіртелю та Вальдфіртелю приблизно до 900 року. Він відрізнявся від Франкської імперії та досяг піку між 894 і 899 роками за князя Святополка, який доручив слов’янським апостолам Кирилу та Мефодію християнізувати цю територію. Поступово слов'ян відтісняли на північ, і в 899 році ця територія перейшла під короля Арнульфа до єпархії Пассау, що було підтверджено Оттоном II у 975 році.

## Культура і пам'ятки

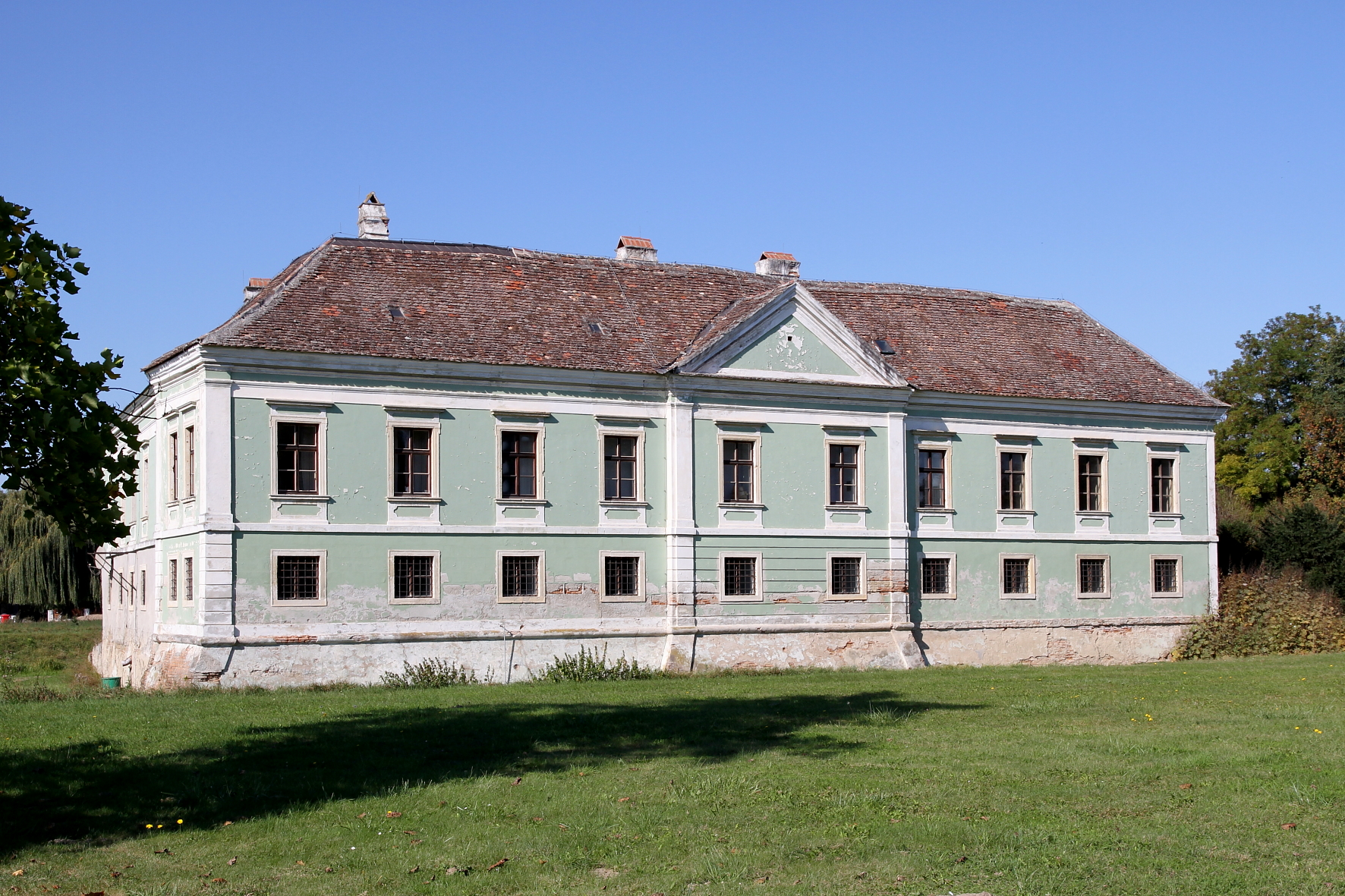
Замок Шміда
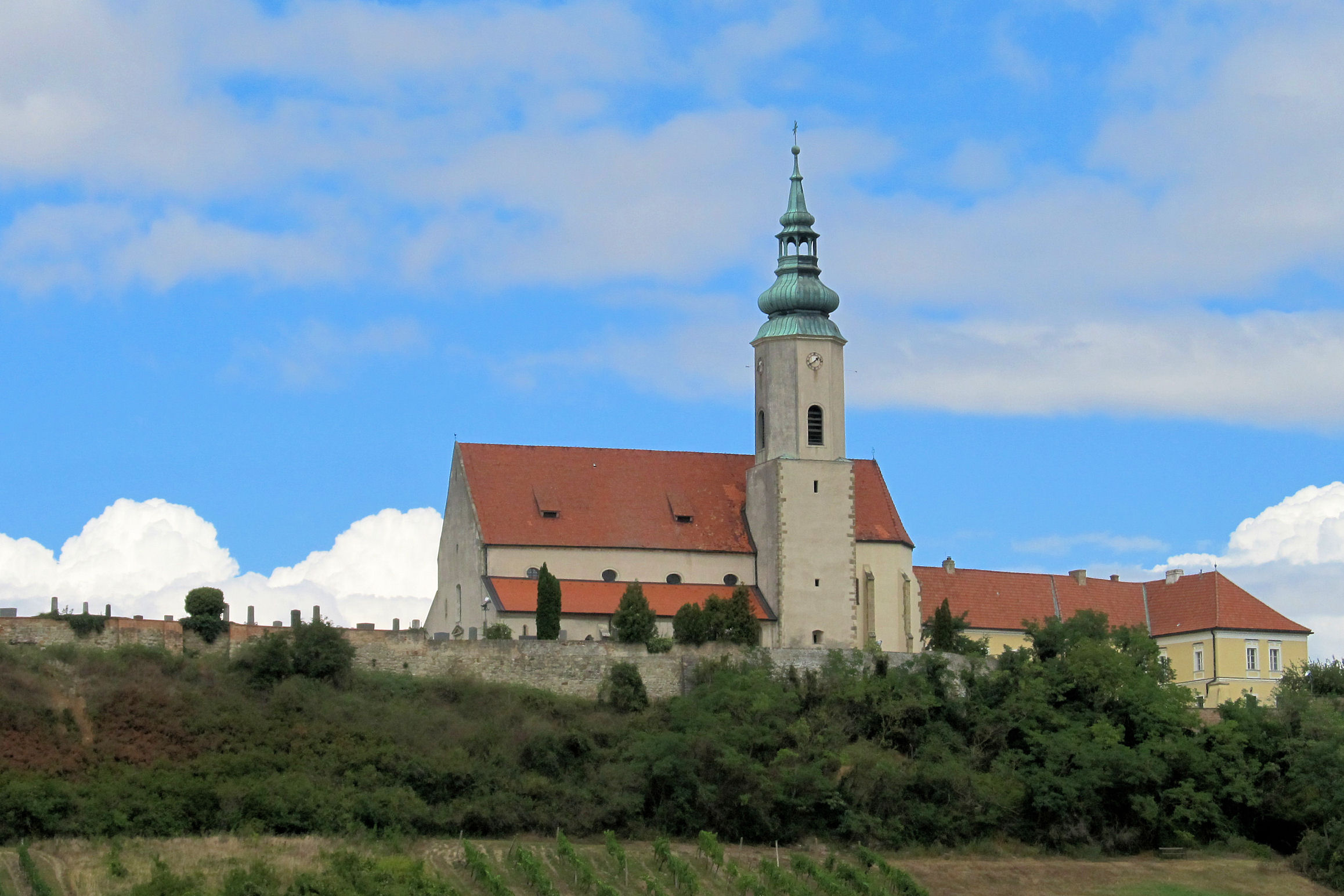
Парафіяльна церква Гауслайтен
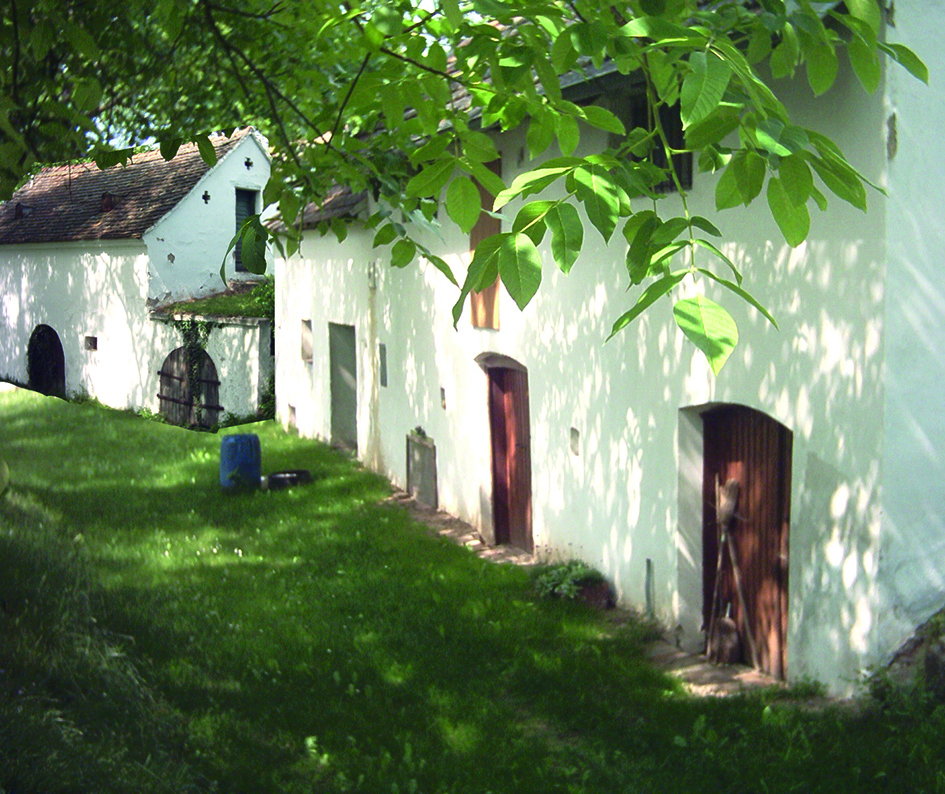
Келлергассе Петтендорф

## Економіка та інфраструктура
У 2001 році було 94 несільськогосподарських робочих місця, 173 підприємства сільського та лісового господарства згідно з обстеженням 1999 року. За переписом населення 2001 року чисельність працюючих за місцем проживання становила 1430 осіб. Рівень зайнятості у 2001 році становив 48,9 відс. Видобуток гравію, який назавжди змінив південну територію громади, є формальним для Хаусляйтен.

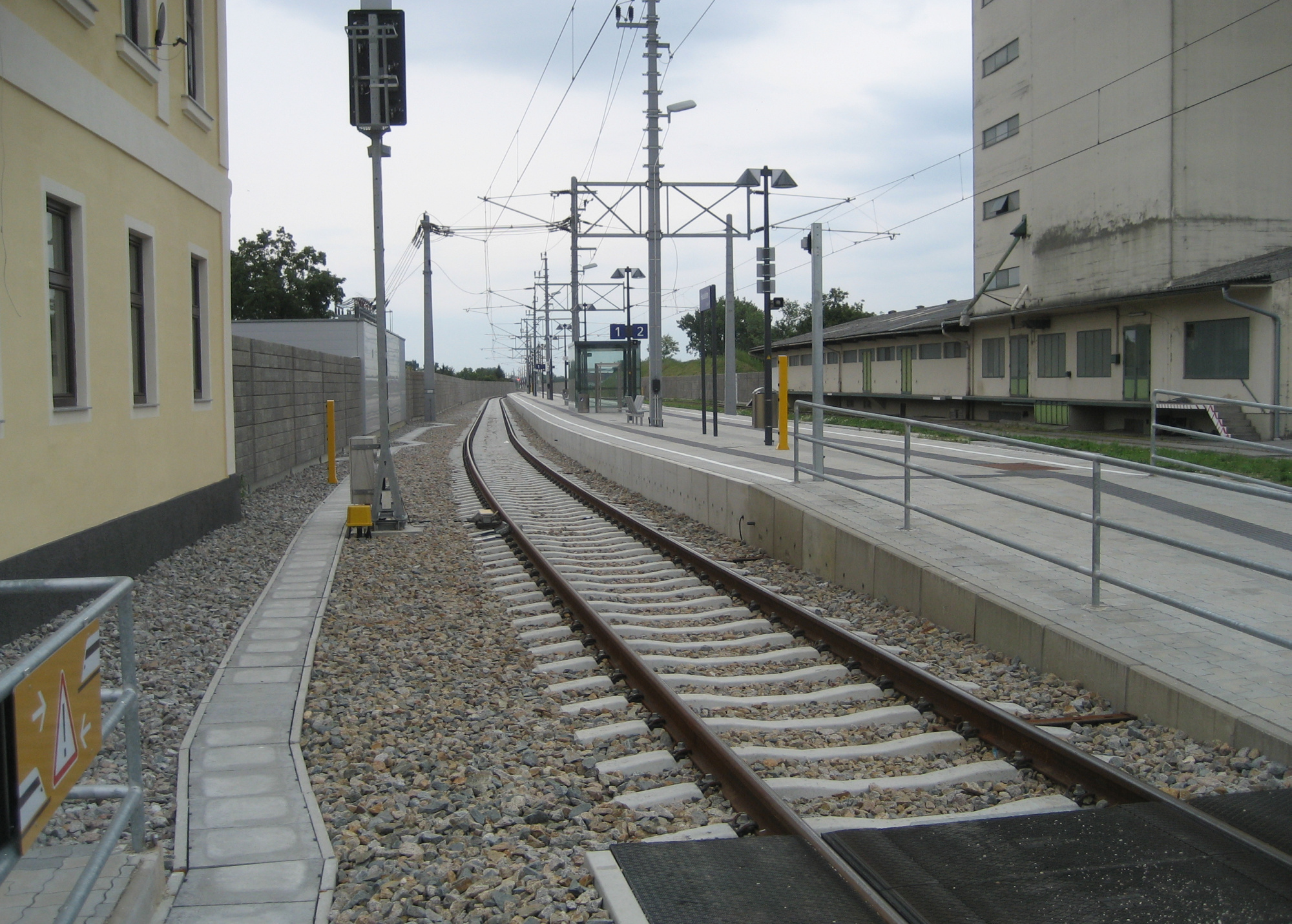
Залізнична станція Гауслайтен